# بزرگراه کبک ۴۰
بزرگراه کبک ۴۰ (انگلیسی: Quebec Autoroute 40) یک بزرگراه در ساحل شمالی رودخانه سنت لارنس در استان کبک کانادا است. بزرگراه کبک یکی از دو اتصال اصلی بین مونترال و شهر کبک (شهر) است، و دیگری اتوروت ۲۰ در ساحل جنوبی سنت لارنس است. بزرگراه ۴۰ در حال حاضر ۳۴۷ کیلومتر (۲۱۵٫۶ مایل) طول دارد.